# Phare du Fastnet
Pour les articles homonymes, voir Fastnet.
Le Fastnet est un phare situé en mer Celtique sur le Fastnet Rock, le point le plus au sud de l'Irlande. Situé à 6,5 km au sud-ouest de Clear Island dans le comté de Cork, il s’agit du plus haut phare d'Irlande.

## Historique
Sa construction a commencé en 1853 sous la direction de Robert Mallet. Sa première lumière a été émise le 1er janvier 1854. Il remplaçait alors le vieux phare de l’île de Clear. Sa construction fut motivée par le naufrage d’un navire américain qui sombra par une nuit de brouillard en 1847 et provoqua la mort de 92 personnes sur 110 passagers et membres d’équipage.
La lanterne est remplacée en 1904.

## Fastnet Race
Le phare du Fastnet sert historiquement de marque de parcours pour une célèbre course à la voile britannique : la Fastnet Race.
Le parcours du type semi hauturier, est très exigeant pour les bateaux et les hommes, demandant une navigation précise dans les courants de marée parfois violents (comme au passage du raz de Portland).
La proximité des côtes n'est pas un facteur de sécurité, en ce sens qu'un voilier désemparé a peu d'eau à courir sous le vent et peut assez rapidement être jeté à la côte, très rocheuse et découpée, du Devon et de la Cornouaille.
Le départ est donné dans le Solent, le bras de mer qui sépare l'île de Wight de Southampton, et, après avoir contourné le Fastnet Rock, l'arrivée est jugée à Plymouth, ou Cherbourg-en-Cotentin (Manche, France) depuis 2021.
La première édition, en 1925, fut gagnée par un voilier de construction française, le Jolie Brise, une « Hirondelle de la Manche », c'est-à-dire un cotre pilote du Havre, racheté par un plaisancier britannique. L'édition 1979, disputée par temps de tempête, fit 18 morts et provoqua une réévaluation des procédures de sécurité pour les voiliers de course.